# L.I.E.
L.I.E.는 미국에서 제작된 마이클 쿠에스타 감독의 2001년 드라마 영화이다. 폴 다노 등이 주연으로 출연하였고 르니 바스티언 등이 제작에 참여하였다.

## 출연

### 주연
- 폴 다노
- 브루스 알트만

### 조연
- 빌리 케이
- 제임스 코스타
- 토니 마이클 도넬리

## 제작진
- 공동제작: 호세 길버토 몰리나리-로젤리
- 공동제작: 발레리 로머
- 라인프로듀서: 발레리 로머
- 협력프로듀서: 우스 허쉬비에겔
- 미술: 엘리즈 베넷
- 의상: 대니 글릭커
- 배역: 주디 헨더슨